# 26717 Jasonye
26717 Jasonye è un asteroide della fascia principale. Scoperto nel 2001, presenta un'orbita caratterizzata da un semiasse maggiore pari a 2,3536389 UA e da un'eccentricità di 0,1320724, inclinata di 5,48548° rispetto all'eclittica.